# Сесіл Гант
Се́сіл Гант (англ. Cecil Gant; 4 квітня 1913, Нашвілл, Теннессі — 4 лютого 1951, там само) — американський блюзовий співак, піаніст і автор пісень.

## Біографія
Народився 4 квітня 1913 року в Нашвіллі, штат Теннессі. Син Арча і Перл Гант. До середини 1930-х років працював у місцевих клубах. Коли розпочалась Друга світова війна, вступив на службу в армію. Під час служби співав на мітингу з поширення військових облігацій в Лос-Анджелесі, Каліфорнія, підписав контракт з лейблом Gilt-Edge і записав баладу «I Wonder» наприкінці 1944 року як Пвт. Сесіл («private» означає «рядовий»).
«I Wonder» за короткий термін посіла 1-е місце в хіт-параді Harlem Hit Parade (пізніше перейменований в R&B-чарт) журналу Billboard і багатьма копіями розійшлась по всій країні. Гант вирушив на гастролі під ім'м The G.I. Sing-sation, одягнений в армійську форму кольору хакі. Його виступи били рекорди з відвідуваності, привартаючи уваги як чорної, так і білої аудиторії слухачів.
Далі були успішними (1945—1946) «Wake Up Cecil Wake Up»/«Boogie Blues», «Put Another Chair at The Table»/«New Boogie», «I'll Remember You»/«Cecil's Mop Mop», «Killer Diller Boogie»/«The Grass Is Getting Greener» та інші. Однією з найкращих його пісень стала «Midnight оn Central Avenue».
Проживав у Нью-Йорку, після чого повернувся у рідне місто Нашвілл. Там він записав «Nashville Jumps», «Train Time Blues», «9th Street Jive», «Cecil's Jam Session», «Rose Room». Потім настала криза, і пісні цього періоду не мали значного успіху.
Записувався на лейблах King Records (1947), Bullet Records (1948—1949), Downbeat/Swingtime (1949) і Imperial Records (1950), випустив низку популярних синглів. Його «We're Gonna Rock», що випущена на Decca у 1950 році (записана під іменем Гантер Лі Карр), спочатку була погано прийнята, але з часом її почали вважати однією з пісень, що вплинула на рок-музику. Також, наближеними за звучанням до рок-н-ролу вважаються «Cecil's Boogie», «Screwy Boogie», «Rock the Boogie», «Syncopated Boogie», «Hogan's Alley», «Rock, Little Baby» і «Boogie Woogie Baby».
Тривалий час мав алкогольну залежність. Помер 4 лютого 1951 року від пневмонії у віці 37 років в лікарні Габбарда в Нашвіллі. Похований в Клівленді, Огайо, на кладовищі Гайленд.

## Дискографія
- «I Wonder»/«Cecil Boogie» (Gilt-Edge, 1944)